# Ferenc Varga (Politiker)
Ferenc Varga (* 1993 in Szentes) ist ein ungarischer Politiker und seit 2022 Abgeordneter im ungarischen Parlament. Er gehört der Volksgruppe der Roma an.

## Leben
Ferenc Varga wuchs mit zwei jüngeren Brüdern in bescheidenen Verhältnissen auf, sein Vater arbeitete als Tierarzthelfer und seine Mutter als Reinigungskraft. Er absolvierte ein Studium an der Fakultät für Wirtschaftswissenschaften der Universität Szeged, das er 2017 erfolgreich abschloss. Danach war er im kaufmännischen Bereich tätig und bereits seit 2014 in der Minderheitenselbstverwaltung der Roma in der Großgemeinde Szegvár, wo er mit seiner Frau und seinem Sohn lebt. 2022 betätigte er sich im Vorfeld der Parlamentswahl als Wahlkampfhelfer für die Oppositionsallianz (Egységben Magyarországért) im Kreis Szentes im Komitat Csongrád. Über Platz 25 auf der Landesliste erhielt er für die Partei Jobbik einen Sitz im Parlament. Varga trat am 6. Januar 2023 aus der Jobbik-Fraktion im Parlament aus und setzt seine Arbeit als unabhängiger Abgeordneter fort.